# گربه‌کوسه زبرپوست
گربه‌کوسه زبرپوست (نام علمی: Apristurus ampliceps) نام یک گونه از سرده گربه‌کوسه‌های دیو است.